# Ivor Guest (1er baron Wimborne)
Ivor Bertie Guest (29 août 1835 - 22 février 1914) est un industriel gallois et un membre de l'éminente famille Guest. 

## Jeunesse
Ivor Bertie Guest est né à Dowlais, près de Merthyr Tydfil. Il est le fils de Charlotte Guest, traductrice du Mabinogion, et de Sir John Josiah Guest, 1er baronnet, propriétaire de la plus grande fonderie de fer du monde, Dowlais Ironworks. Son deuxième prénom (Bertie) est issu de la famille de sa mère, les Comte d'Abingdon, descendant d'un courtisan Tudor qui épouse la duchesse douairière du Suffolk (elle-même suo jure baronne Willoughby de Eresby). 
Ses frères et sœurs sont Montague Guest (1839–1909), un homme politique libéral, Arthur Edward Guest (1841–1898), un homme politique conservateur, Charlotte Maria Guest (décédée en 1902), Mary Enid Evelyn Guest, qui épouse Austen Henry Layard, et Blanche Guest, qui épouse Edward Ponsonby (8e comte de Bessborough). 
Il fait ses études à la Harrow School de Middlesex, et il obtient ensuite une maîtrise ès arts en 1856 au Trinity College de Cambridge. 
Après la mort de son père en 1852, il lui succède comme baronnet. En 1880, il est élevé à la pairie en tant que baron Wimborne, de Canford Magna dans le comté de Dorset, à l'initiative de Disraeli.

## Carrière
Il est cornet dans le Dorsetshire Yeomanry le 20 avril 1858 et est promu lieutenant le 11 mars 1867. 
Il occupe le poste de haut shérif de Glamorgan en 1862 et est maire de Poole de 1896 à 1897 . En 1879, il reconstruit le vrai court de tennis de Canford. Il est caricaturé dans Vanity Fair comme "l'invité payant" . 
Il se présente sans succès à la Chambre des communes en tant que conservateur à Glamorganshire aux élections générales de 1874, à Poole lors d'une élection partielle en mai 1874  et Bristol lors d'une élection partielle en 1878 et aux élections générales de 1880 . Cependant, à la suite de la réforme tarifaire de Joseph Chamberlain, il s'est séparé du Parti conservateur et siège à la Chambre des lords en tant que libéral. 
Il est président de la Dean Close Memorial School à partir de 1902, et est sous-lieutenant de Dorset. 

## Mariage et descendance

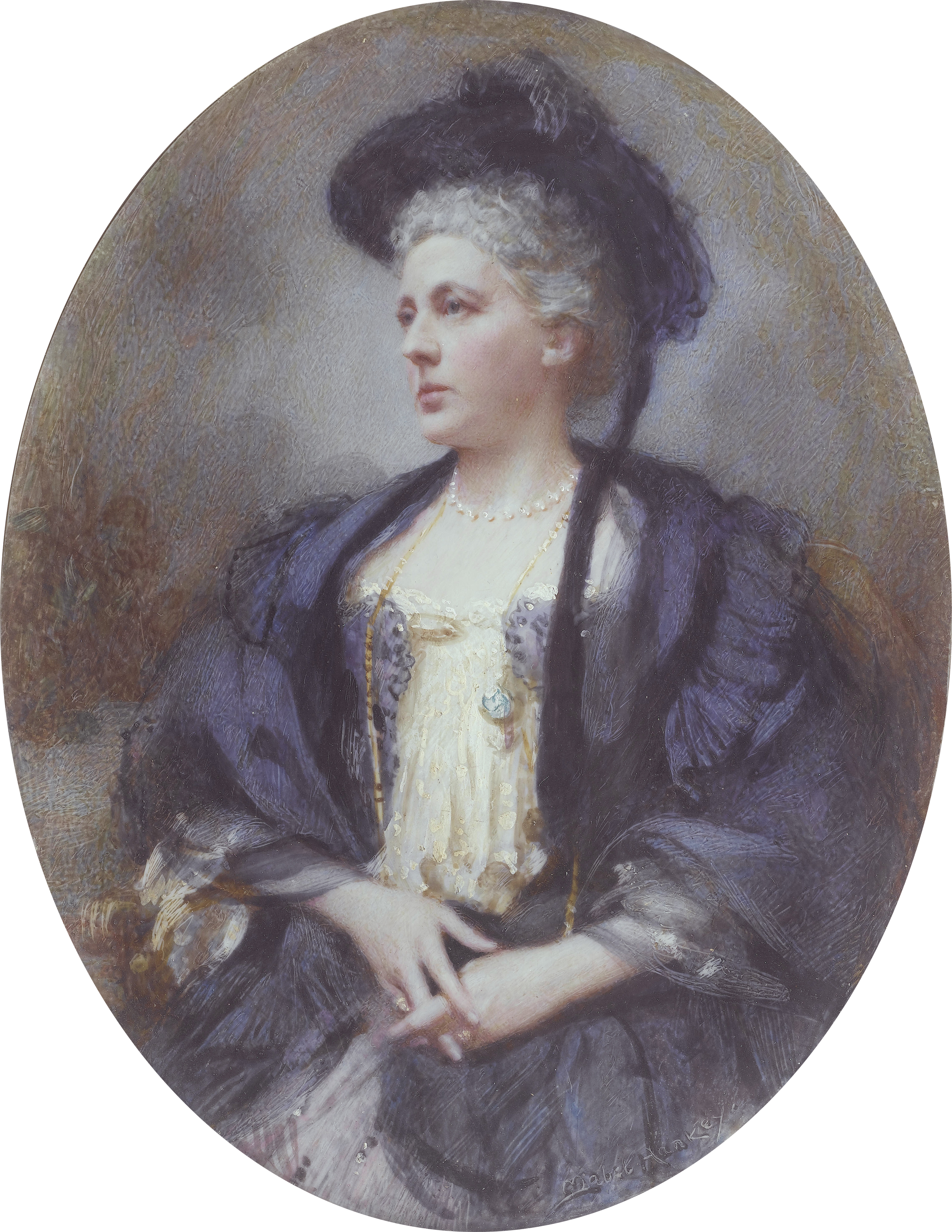
Lady Wimborne par Mabel Lee Hankey, 1905

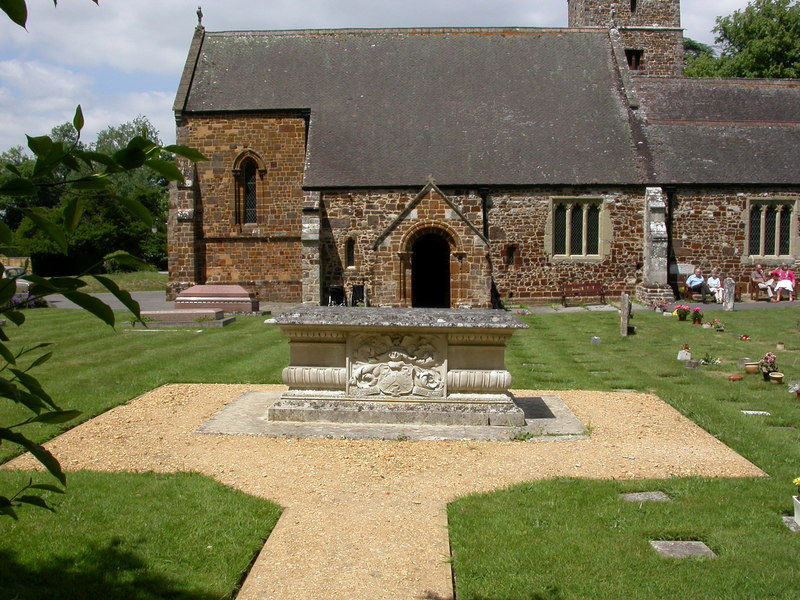
Tombe d'un Guest à l'église paroissiale de Canford Magna

Le 25 mai 1868, il épouse Cornelia Henrietta Maria Spencer-Churchill (1847-1927). Elle est la fille de John Spencer-Churchill (7e duc de Marlborough), faisant ainsi de Guest un oncle par mariage de Winston Churchill, plus tard Premier ministre du Royaume-Uni . 
Ils ont : 
- Frances Guest (1869-1957), plus tard connue sous le nom de Lady Chelmsford, qui épouse Frédéric Thesiger, 1er vicomte Chelmsford, qui est vice-roi des Indes.
- Ivor Churchill Guest (1873-1939), qui épouse Alice Grosvenor (1880-1948).
- Christian Henry Guest (1874-1957), qui épouse Frances Lyttelton (1885-1918).
- Frederick "Freddie" Edward Guest (1875-1937), qui épouse Amy Phipps (1873-1959), fille de l'industriel américain Henry Phipps Jr. (en).
- Oscar Guest (1888–1958), qui épouse Kathleen Paterson (née en 1903).

Il est décédé le 22 février 1914 au Canford Manor dans le Dorset et est remplacé par son fils aîné, Ivor Guest (1er vicomte Wimborne), qui est ensuite créé vicomte Wimborne. 